# 高點大學
高点大学（High Point University），海波特大学、海波因特大学，是位於美國北卡罗来纳州海波因特的一所私立文理学院，它由美普会教徒成立于1924年，2018年《美國新聞與世界報道》將其列在南部地区大學排名中的第1位。